# Alaska Central Express

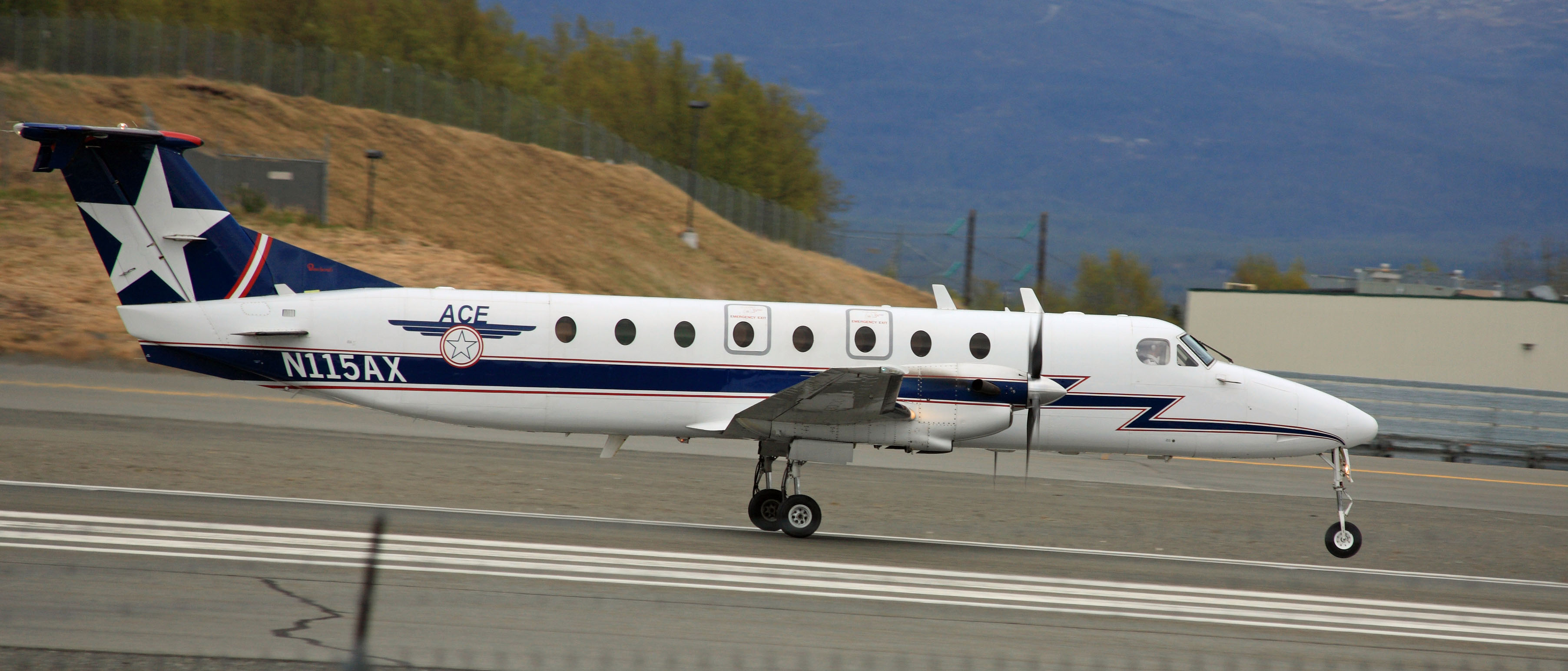
Посадка турбовинтового самолёта компании Alaska Central Express в Анкоридже

Alaska Central Express (также ACE Cargo Express, ранее Yutana Airlines) - региональная авиакомпания Аляски, США, базирующаяся в Международном аэропорту Анкориджа имени Теда Стивенса. Помимо пассажирских и грузовых чартерных рейсов авиакомпания оказывает почтовые экспресс-услуги.

## История
В 1987 году в городе Фэрбанкс была основана авиакомпания Yutana Airlines. Она выполняла перевозки для Athabascan Air Group на самолётах Piper Lance.
В сентябре 1994 года авиакомпания сменила название на Alaska Central Express. К 2007 году авиакомпания стала работать под именем ACE Cargo Express.
17 мая 2019 года авиакомпания Alaska Central Express подала жалобу на авиакомпанию ACE Belgium, которая в том же месяце получила разрешение на совершение грузовых перевозок между Евросоюзом и США — название бельгийского перевозчика содержит часть названия ACE Cargo Express.

## Назначения
Alaska Central Express по состоянию на январь 2005 года осуществляла грузовые перевозки по следующим внутренним регулярным направлениям: Анкоридж, Аниак, Атмаутлуак, Бетел, Чефорнак, Чевак, Колд-Бей, Диллингхем, Датч-Харбор, Ик, Хупер-Бей, Джуно, Кетчикан, Кинг-Салмон, Кипнук, Кадьяк-Айленд, Конгиганак, Куигиллингок, Маршалл, Ньюток, Найтмьют, Питерсберг, Порт-Хейден, Куинагак, Санд-Пойнт, Скаммон-Бей, Ситка, остров Святого Георгия, остров Святого Павла, Тогиак, Токсук-Бей, Тунтутулиак, Тунунак, Врангель и Якутат.

## Флот
В 2019 году авиапарк Alaska Central Express включал в себя следующие самолёты:
| Тип самолёта                  | Количество | Примечания                             |
| ----------------------------- | ---------- | -------------------------------------- |
| Raytheon Beech 1900C Airliner | 7          | В пассажирской и грузовой конфигурации |
| Всего                         | 7          |                                        |

## Происшествия и инциденты
22 января 2010 года в Санд-Пойнте рейс 22 Alaska Central Express потерпел крушение, рухнув в море у конца взлётно-посадочной полосы спустя несколько секунд после взлёта. Оба члена экипажа погибли.
8 марта 2013 года самолёт Ace Air Cargo выполнявший рейс 51 из Кинг-Салмона в Диллингхем разбился возле холмов в Алекнагике; оба члена экипажа погибли.